# زمین‌لرزه ژرف
زمین‌لرزه ژرف (انگلیسی: Deep-focus earthquake) یا زمین‌لرزه ژرف‌کانون که زمین‌لرزه ژرف‌توده‌ای نیز نامیده می‌شود، نوعی زمین‌لرزه است که ژرفای کانون آن بیش از ۳۰۰ کیلومتر باشد. این نوع زمین‌لرزه‌ها تقریباً به‌طور انحصاری در مرز همگرای صفحه‌های زمین‌ساختی و در محل فرورانش سنگ‌کره اقیانوسی رخ می‌دهند. زمین‌لرزه‌های ژرف در امتداد یک منطقه تخت عمیق در زیر منطقه فرورانش رخ می‌دهند که به نام زون وداتی–بنیوف شناخته می‌شود.